# Hemiberlesia manengoubae
Hemiberlesia manengoubae är en insektsart som beskrevs av Alfred Serge Balachowsky 1953. Hemiberlesia manengoubae ingår i släktet Hemiberlesia och familjen pansarsköldlöss.
Artens utbredningsområde är Kamerun. Inga underarter finns listade i Catalogue of Life.